# Strophocactus chontalensis
Strophocactus chontalensis är en kaktusväxtart som först beskrevs av Alexander, och fick sitt nu gällande namn av Ralf Bauer. Strophocactus chontalensis ingår i släktet Strophocactus och familjen kaktusväxter. Inga underarter finns listade i Catalogue of Life.